# Nebeští jezdci
Nebeští jezdci je český film režiséra Jindřicha Poláka, natočený v roce 1968 podle stejnojmenného románu Filipa Jánského z roku 1964. Pojednává o posádce letounu fiktivní 276. bombardovací perutě Royal Air Force, jejíž tři členové jsou českoslovenští letci, ve Spojeném království za druhé světové války: každodenní život a vztahy s anglickými dívkami, dlouhé nebezpečné nálety, smrt nebo těžká zranění (hrdina utrpí popáleniny ve tváři).
Film byl natáčen černobíle na klasický formát, aby do něj mohly být využity archivní letecké záběry. Pro potřeby natáčení byl v Aero Vodochody přestavěn starý dopravní letoun Lisunov Li-2 do podoby bombardéru Vickers Wellington; byl schopen motorového pojíždění, ale nelétal. Přestavbu vedl bývalý navigátor RAF a konstruktér Jiří Doležal. Film se celý točil v Československu, scény nouzového přistání na moři v NDR, úvodní scény ze hřbitova byly natočeny na československém vojenském hřbitově v Brookwoodu nedaleko Londýna. Dotočen byl 20. srpna a do kin uveden 28. října 1968. Premiéru měl tento film v Kolíně.

## Název filmu
Název filmu byl převzat z názvu country písně, původně natočené pod názvem Starý honec krav, známé také pod názvem Ďáblovo stádo (v originále Ghost Riders in the Sky) amerického písničkáře Stana Jonese. Nebeští jezdci je třetí alternativní název této písně, kterou tehdy v Československu nazpívala celá řada známých zpěváků popmusic počínajíc Rudolfem Cortésem přes Waldemara Matušku, Karla Černocha až po Karla Hálu či Taxmeny a crazypunkový Požár mlýna, v zahraničí pak řada jiných interpretů, například Burl Ives, Elvis Presley, Tom Jones, R.E.M., The Shadows, The Scorpions, Lorne Geen, Vaughn Monroe nebo Bing Crosby či Johnny Cash.
Jánský se ovšem při přebírání názvu filmu pravděpodobně inspiroval původním raně poválečným českým překladem zmíněné písně, který vyšel někdy kolem roku 1949 na desce. Píseň se skutečně jmenovala „Nebeští jezdci“, a její text byl zcela odlišný od pozdějšího Cortésova překladu. V textu raně poválečné verze se mluví o zářných nebeských jezdcích na modrých koních, kteří berou umírajícího kovboje na poslední cestu.
Sám hudební motiv této písničky se ve filmu objevuje hned na několika místech, inspirační zdroj je tudíž zcela zjevný.[zdroj?]